# Igreja Católica em Portugal

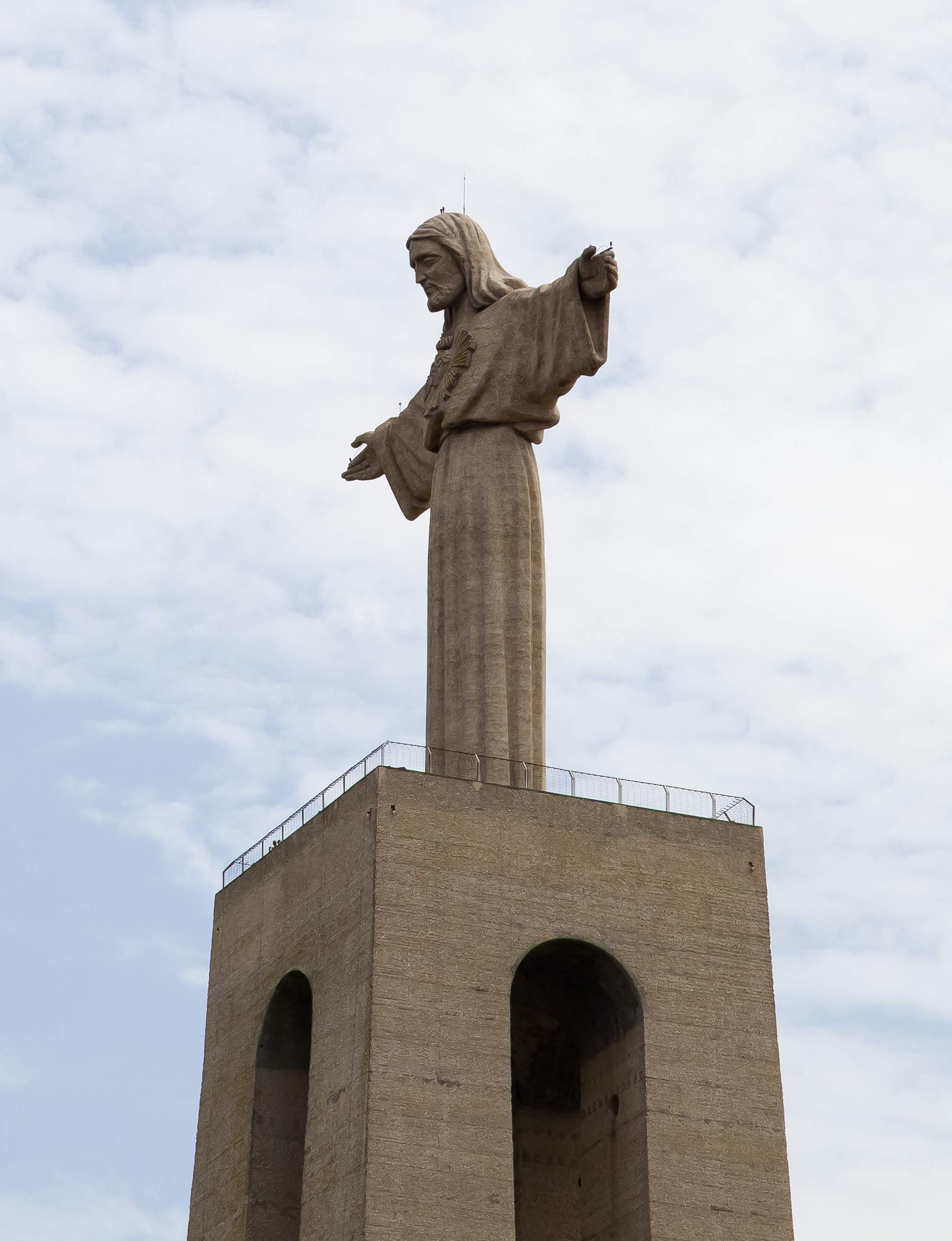
O Santuário Nacional de Cristo Rei, em Almada.

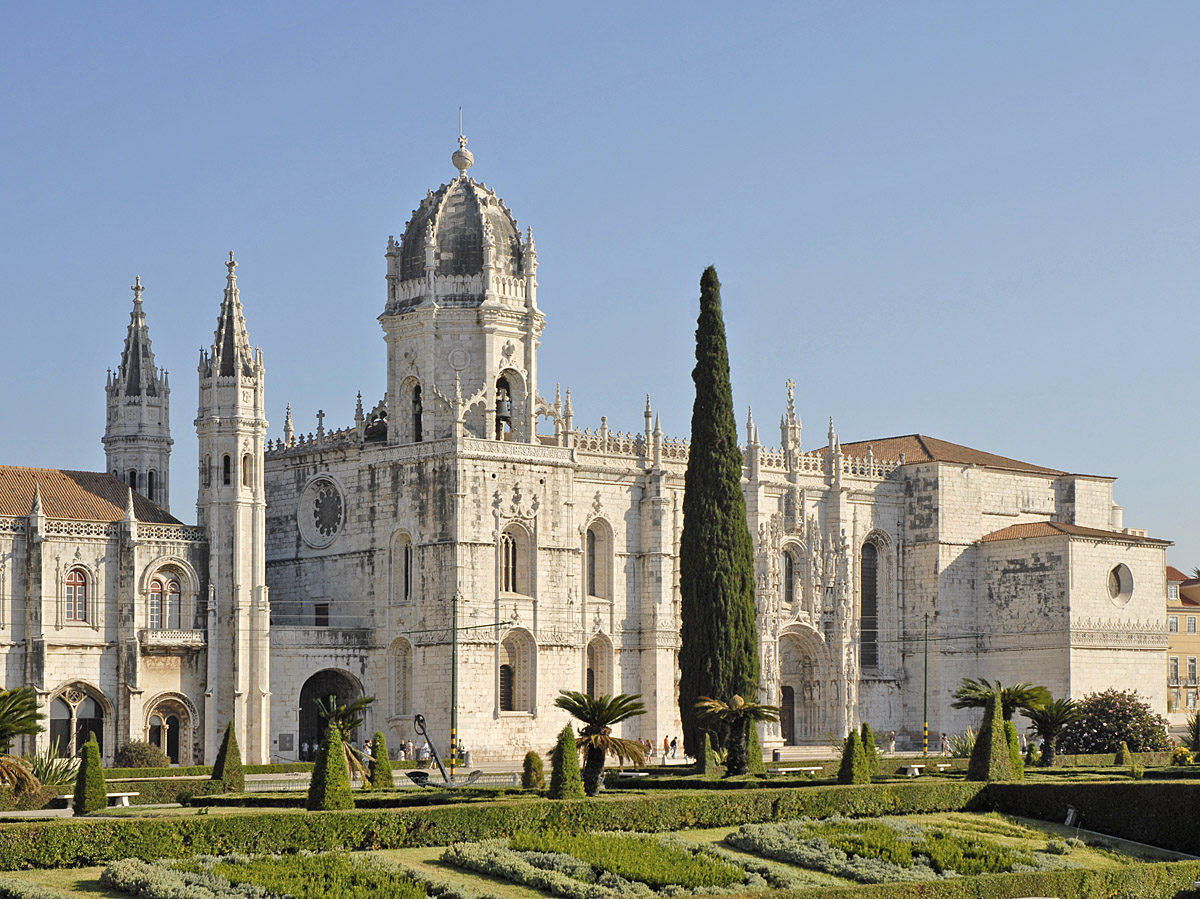
O Mosteiro dos Jerónimos.

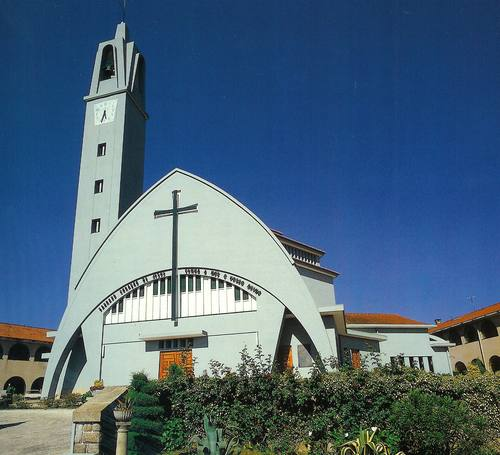
Igreja-Santuário do Divino Coração (Bom Pastor), em Ermesinde.

A Igreja Católica em Portugal, segundo os Censos efetuados no ano de 2001, 7.353.548 de pessoas, ou seja, cerca de 90% da população portuguesa, identificaram-se como católicos. Mas, segundo um estudo da própria Igreja Católica (também de 2001), dentro destes 7,3 milhões de fiéis, somente 1 933 677 de católicos (19% da população total) realizam a prática dominical católica, vulgarmente designada por missa dominical, enquanto que o número de comungantes fixa-se nos 1 065 036 de católicos praticantes (10% da população total).
Nos três recenseamentos mais recentes realizados em 1981, 1991 e 2001 registaram-se as seguintes percentagens de população seguidora da Igreja Católica, em 1981 registaram-se 81,1%, em 1991 registaram-se 77,9% e em 2001 registaram-se 84,5%.
Ligeiramente menos de metade dos casamentos realizados são casamentos católicos (47.3% segundo o INE), os quais produzem automaticamente efeitos civis. Note-se que em alguns casos há situações em que por opção dos nubentes se realiza primeiro o casamento civil e, mais tarde, o casamento católico, não sendo este, portanto incluído nas estatísticas oficiais. O divórcio é permitido quer em casamentos civis quer em casamentos religiosos conforme estabelecido no Código Civil Português, por mútuo consentimento ou por requerimento no tribunal por um dos cônjuges, apesar de o Direito Matrimonial Canónico não prever esta figura.
Existem um Ordinariato Militar e 20 dioceses em Portugal, sendo as últimas agrupadas em três províncias eclesiásticas presididas pelo Patriarcado de Lisboa e pelas arquidioceses de Braga e de Évora.
Embora a Igreja Católica, anteriormente a religião oficial e oficiosa de Portugal, e o Estado estivessem já separados por uma lei promulgada durante a Primeira República Portuguesa (1910 - 1926), esta Igreja, principalmente pelo grande número de católicos portugueses e por força do legado histórico e da tradição católica, continua a ter um peso relativo na sociedade e na cultura portuguesas, embora não tanto como outrora. Como por exemplo, muitos feriados públicos, festividades e costumes portugueses têm uma origem e/ou conotação religiosa católica. A Igreja Católica mantém também em funcionamento uma rede apreciável de assistência social, de saúde pública e de educação, não necessariamente de educação religiosa. É ainda comum que em muitas cerimónias oficiais públicas, como inaugurações de edifícios ou eventos oficiais de Estado, haver a presença de um representante da Igreja Católica e da prática de actos religiosos católicos, como bênçãos ou missas. Em termos legais, a Igreja Católica tem ainda alguns antigos benefícios e privilégios específicos (que outras religiões não têm), consagrados actualmente na Concordata de 2004.
Mas só que, este peso e influência na vida social diminuíram-se drasticamente ao longo destas últimas décadas. Este facto preocupante para a Igreja Católica exprime-se, como por exemplo, na diminuição do número de católicos que assistem à missa dominical e que comungam (revelando perda de religiosidade no seio da sociedade) e também na legalização do aborto a pedido da mulher até as 10 semanas de gestação, apesar da forte oposição da Igreja.
Apesar do declínio da religiosidade entre as camadas mais jovens e urbanas, a religiosidade católica continua ainda a marcar profundamente a tradição e a cultura portuguesas. Não raras vezes, esta religiosidade é exprimida em práticas populares e não oficiais da Igreja Católica, como por exemplo, a devoção popular aos Santos e aos diferentes nomes de Maria (em especial, a partir de 1917, à famosa Nossa Senhora de Fátima). Esta devoção popular exprime-se, além das orações, em procissões, romarias e peregrinações. Muitos destes actos religiosos são acompanhados por animadas festas e feiras populares tradicionais. Os crentes esperam, com esta sua devoção, que os Santos e a Virgem Maria intercedem a favor deles junto de Deus.

## Estudos e estatísticas

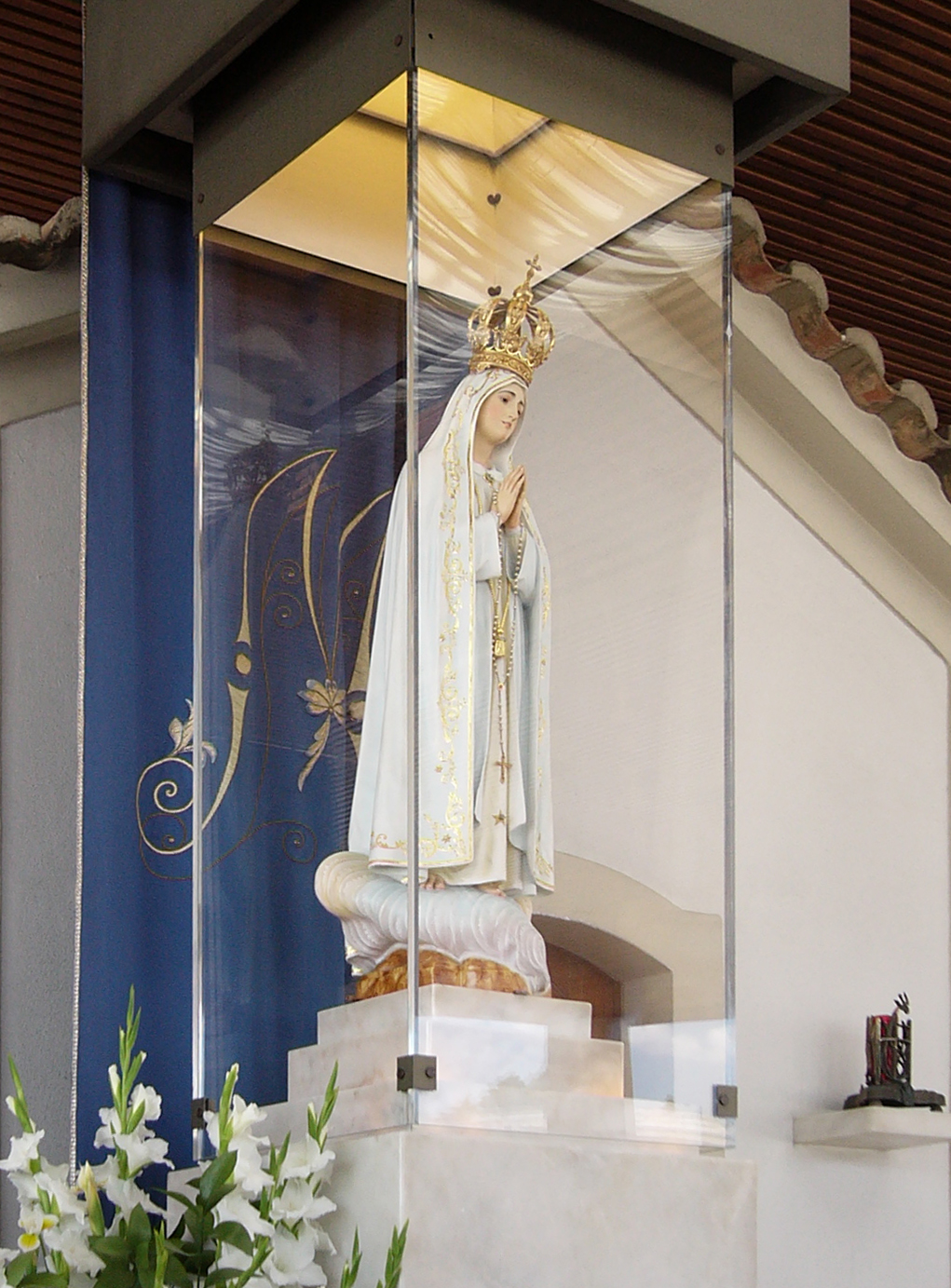
Nossa Senhora de Fátima, cujo santuário atrai anualmente muitos milhares de peregrinos.

- 1981 - Os censos mostram que 81,1% dos portugueses são católicos.[8]

- 1991 - Nova edição dos censos, em que 77,9% responderam ser católicos.[8]

- 1995 - Dados apontam para 92,2% de católicos em Portugal.[carece de fontes?]

- 1999 - Estudo da Universidade Católica conduzido somente em Portugal Continental mostra que 86,9% são católicos.[9]

- 2001 - Nos censos de 2001 os católicos eram 84,5% dos portugueses.[8]

- 2001 - No Recenseamento da Prática Dominical eram 1,933,677 praticantes no pais.[10][2]

- 2004 - O site Catholic Hierarchy aponta para 90,4% de católicos em Portugal.[11]

- 2006 - Dados da própria Igreja Católica mostram que 89,8% dos portugueses seguem o Catolicismo.[12]

- 2007 - Um estudo divulgado pela revista Tabu do jornal Sol mostra que 85,1% dos portugueses são católicos.[13]

- 2008 - O Vaticano aponta para que em Portugal 88,3% adiram à Igreja Católica.[14]

- 2010 - Um estudo revelou os dados do Cristianismo no Mundo em 2010, mostrando que 92,3% dos portugueses são católicos.[15]

- 2011 - Nova edição dos censos, em que 81,0% responderam ser católicos.[16]

- 2011 - Um novo estudo de Novembro de 2011 da Universidade Católica, que excluiu os Açores e a Madeira, mostra que em Portugal Continental há 79,5% de católicos.[17]

- 2012 - Uma sondagem levada a cabo pela Comissão Europeia mostrou que 88% da população portuguesa é católica.[18]